# 회색마

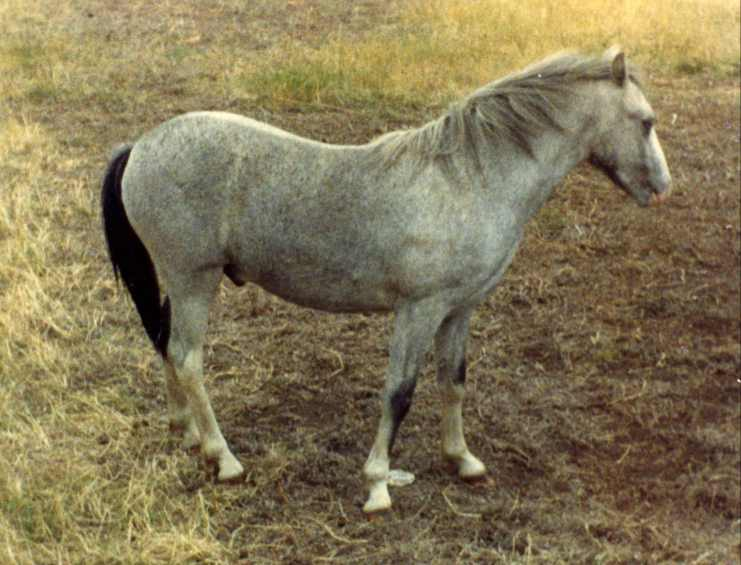
회색마

회색마(灰色馬)는 털빛이 회색(잿빛)인 말을 통칭하는 말이다.
유색 털의 점진적 탈색소를 특징으로 하는 털색을 가지고 있다. 대부분의 회색마는 검은 피부와 검은 눈을 가지고 있다. 일부 말 희석 유전자 및 탈색을 유발하는 다른 유전자와 달리 회색은 피부나 눈 색깔에 영향을 미치지 않는다. 회색마는 존재하는 다른 색상 유전자에 따라 기본 색상으로 태어날 수 있다. 흰 털은 출생 직후 또는 출생 직후에 나타나기 시작하고 흰 털이 다른 색의 털과 섞이면서 말의 나이가 들어감에 따라 점진적으로 더 널리 퍼진다. 회색으로 변해가는 과정은 다른 속도로 발생할 수 있다. 어떠한 말에서는 매우 빠르게, 다른 말에서는 매우 느리게 발생할 수 있다. 성체가 되면 대부분의 회색마는 결국 완전히 흰색이 되지만 일부는 밝은 털과 검은 털의 혼합 상태를 유지한다.
회색마는 많은 품종에 나타나지만 색상은 아라비아 조상의 후손 품종에서 가장 일반적으로 나타난다.

## 같이 보기
- 백색증
- 말의 털색